# Neuzenplein
Het Neuzenplein is de onofficiële naam van een plein aan de Nationalestraat in de Sint-Andrieswijk van de Belgische stad Antwerpen. Een alternatieve naam die soms ook gebruikt wordt is Prekersplein. Het plein ligt op de kruising van de Nationalestraat met de Prekersstraat en de Lange Vlierstraat, waarvan de laatste naar de nabije Sint-Andriesplaats leidt.
Het plein is onderdeel van de Nationalestraat, maar kreeg de bijnaam "Neuzenplein" door het beeld van een stangpop (marionet) De Neus, een hoofdfiguur uit de Poesje dat op het plein staat.
In een haalbaarheidsstudie naar een nieuwe premetrotunnel onder het Antwerpse stadscentrum werd de bouw van een premetrostation Sint-Andries gedeeltelijk onder het pleintje en gedeeltelijk onder de Nationalestraat bestudeerd, maar er is nog geen zicht op een eventuele concrete realisatie.

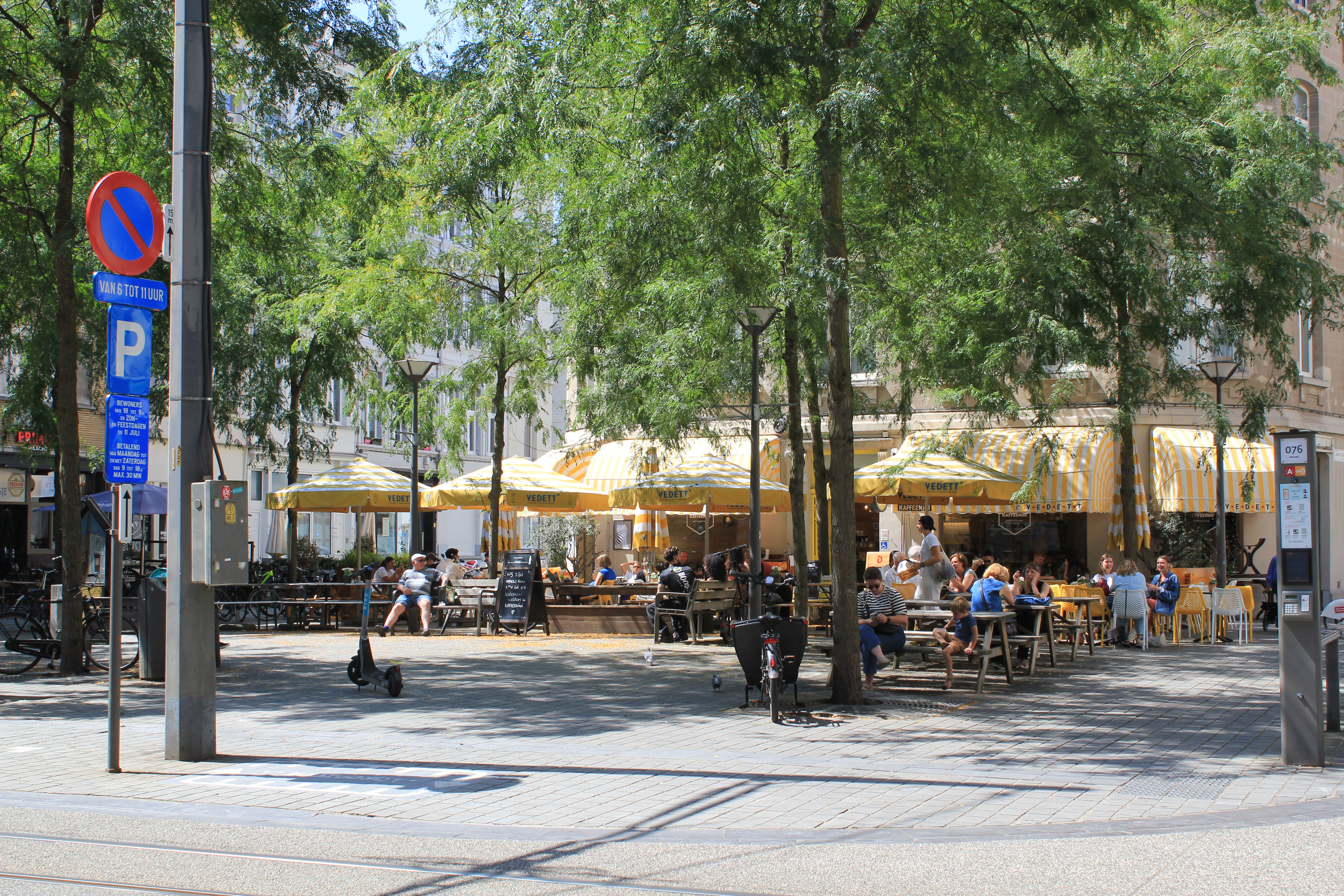
Neuzenplein